# REXA
REXA株式会社（レクサかぶしきがいしゃ、英語: REXA, Inc.）は、医師を介したゲノム・パーソナル医療関連検査サービスの企画・運営等を行う日本の企業である。医療従事者を対象とした医療ポータルサイト「m3.com」を運営する企業東証一部上場のエムスリー株式会社（英: M3, Inc.）の100%子会社である。

## 概要
REXA株式会社はゲノミクスを活用し、遺伝子レベルで個人に最適な医療（個別化医療もしくはオーダーメイド医療と呼ばれる）を提供するゲノム・パーソナル医療関連検査サービスの企画・運営を行う。医療従事者を対象とした医療ポータルサイト「m3.com」を運営する企業東証一部上場のエムスリー株式会社（英: M3, Inc.）の100%子会社として、2015年8月に会社設立。
2015年10月には提供サービスの一部が神奈川県未病市場創出促進事業*に採択され、金沢大学発のバイオベンチャー「キュービクス株式会社」が開発した9割以上の感度で消化器がんの有無を判定する「消化器がんマイクロアレイ血液検査」と、大阪大学発のバイオベンチャー「株式会社サインポスト」が開発した遺伝的な体質傾向や動脈硬化等のリスクを知る「サインポスト遺伝子検査」を神奈川県下の医療機関を通じて提供した。
2016年2月にはゲノム医療プラットフォームサービスとして「G-TAC（ジータック）」を開始。2016年5月時点では、7社の検査会社と提携、全国60を超える医療機関と連携し、一般消費者向けにゲノム・パーソナル医療に関連した検査サービスを提供している。
また、2015年4月には日本初となる臨床遺伝専門医による遠隔遺伝カウンセリングサービスの提供を開始。検査結果の子供世代への遺伝等の懸念が発生するゲノム関連検査を受検した後に、専門医による適切なアフターフォローが提供される仕組みを構築した。

## 沿革
- 2015年
  - 8月 - パーソナル医療の進展に向け 新会社「G-TAC」を設立、関連検査取次サービスをスタート[5]
  - 11月 - 「平成27年度 未病市場創出促進事業」の販売商品に採択[3]
- 2016年
  - 2月 - ゲノム医療の関連検査並びに実施医療機関の紹介サイト「G-TAC」をスタート[5]
  - 3月 - 日本初、臨床遺伝専門医による「遠隔遺伝カウンセリング」を開始[6]
- 2019年
  - 3月19日 - 会社名をG-TAC株式会社からREXA株式会社に変更

## 主な運営サイト
- G-TAC（医師を介したゲノム関連検査サービスの紹介サイト）
- 臨床遺伝専門医による遠隔遺伝カウンセリング

## グループ会社
- エムスリー株式会社